# オーロックス
オーロックス (英: Aurochs、学名: Bos primigenius) は、ウシ科ウシ属に属するウシの一種であり、「原牛」とも称されるウシ族の動物である。家畜牛の祖先であり、子孫であるウシやコブウシは全世界で飼育されているが、野生種としてのオーロックスは1627年に世界で最後の1頭がポーランドで死亡して絶滅を迎えた。

## 名称

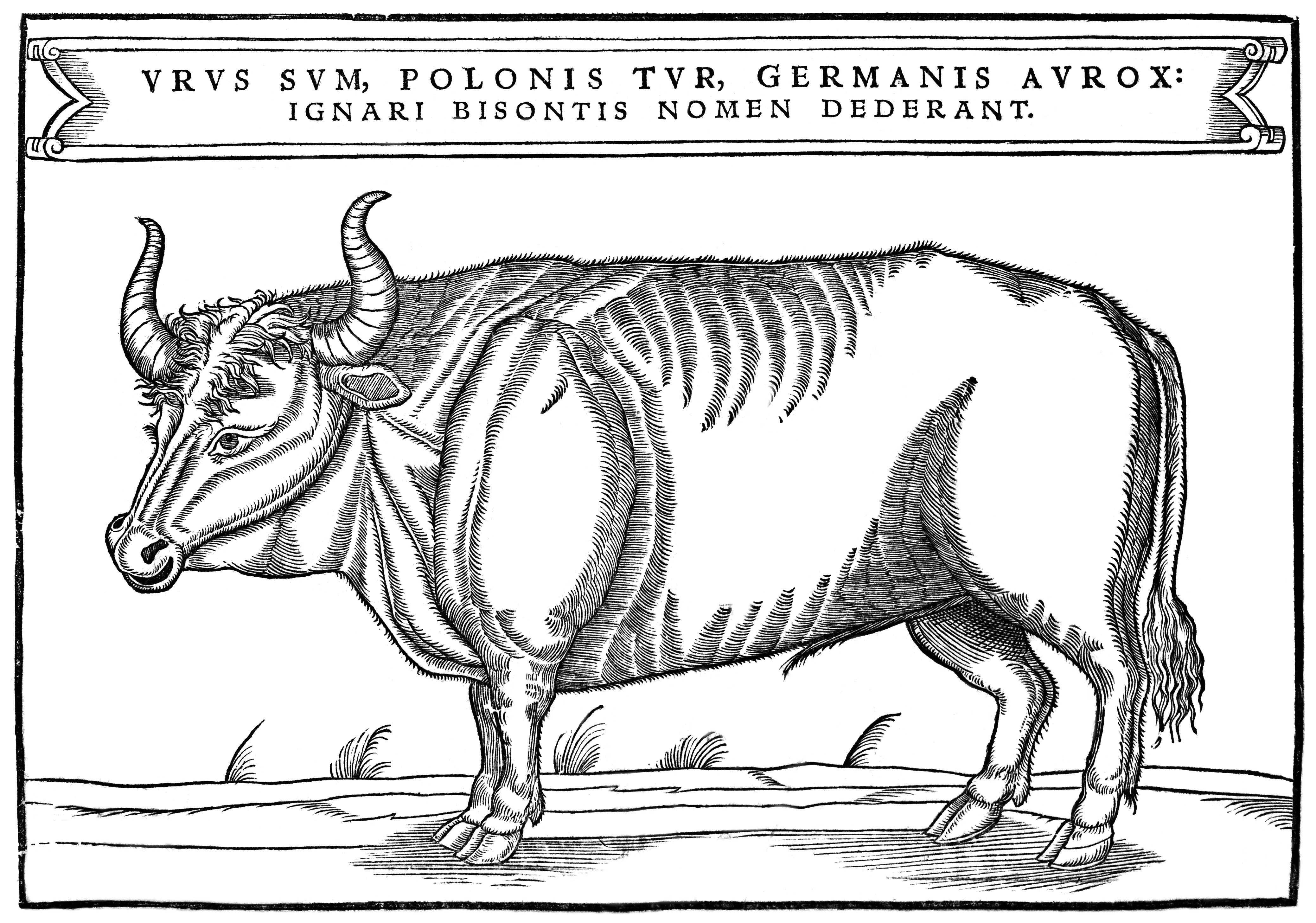
1556年に描かれた挿絵。ラテン語で「我は Urus、ポーランドでは Tur、ドイツでは Aurox、愚か者には Bison と呼ばれる」と書かれている。

オーロックスは家畜の牛の祖先となったことから「原牛」とも称される。
英語で本種を指す名称として「aurochs」や「urus」が存在するが、前者はこの動物を指すドイツ語に、後者は同じくラテン語に由来する。600年頃のセビリアのイシドールス大司教によれば、「urus」は山を意味するギリシャ語の「όρος」に由来するという。
また、本来はヨーロッパバイソンを指す「wisent」という誤称もよく使われるが、バイソン属とオーロックスは非常に古くから混同されてきた事実がその背景にあり、化石などの標本の研究においてもバイソン属とオーロックスの混同と分類の混乱が発生しかねない。ユリウス・カエサルがガリア遠征（紀元前53年）の際にゲルマニアのヘルシニアの森にいたオーロックスを「ゾウよりはやや小さく、姿形や色はウシによく似ている」と『ガリア戦記』にて記述していた。この頃にはバイソンとオーロックスはそれぞれ「bonasus」と「urus」として明確に区別されていたが、それから約1世紀後には大プリニウスが『博物誌』にて「人々がバイソンとオーロックスを混同する」と嘆いている。この傾向はバイソンとオーロックスが双方とも個体数を減らしどんどん身近でなくなることで拍車がかかり、ついには両種が別の動物であることすら忘れ去られるに至った。

## 分類

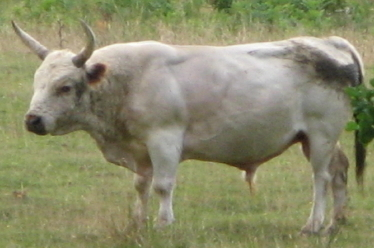
イギリスのチリンガム城にて数百年に渡って野生化または半野生で生存し続けてきた、オーロックスと頭蓋骨に類似性が指摘される場合があるチリンガム牛。

オーロックス自体は絶滅したものの、ウシとコブウシが子孫として現在も存在する。両者はそれぞれが異なるオーロックスの系統から誕生しており、家畜化された過程も異なるとされる。前者が家畜化されたのは近東であり、80頭前後のオーロックスに由来するとされており、この家畜種が誕生して以降も、たとえばイギリスの在来品種の様にオーロックスの影響が強い品種が現存している、つまり野生のオーロックスと家畜牛の間にある程度の遺伝的な関連性（交配）が存在し続けていたことが示唆されている。
学名としては、家畜種は野生種の学名を使うという慣習から、かつて Bos taurus という学名を与えていた家畜牛と同じく学名をBos indicus とされたコブウシについては、その祖先であるオーロックスと同様に Bos primigenius という学名を使用する傾向にある。特に家畜種を指すと明確にしたい場合には亜種として B. p. taurus や B. p. indicus とするか、旧例通り Bos taurus や Bos indicus とする。学名として家畜牛に与えられた Bos taurus とオーロックスの Bos primigenius ではより古い名称は Bos taurus であるため、両者が同一種とされた場合の学名の優先権は本来ならば Bos taurus にあった。しかし、野生種に家畜種の学名を持ち込むことは大きな混乱を引き起こすと判断されたため、2003年に動物命名法国際審議会が強権を発動し、優先権は Bos primigenius が持つこととなった(Opinion 2027)。

### 下位分類
オーロックスには以下の亜種が存在したとされている。これらは、上記の亜種としての家畜種とは別である。
- B. p. primigenius
英名 Aurochs：ユーラシア大陸に広く分布した（東アジア、中央アジア、ヨーロッパ）。ミトコンドリアDNAの分析の結果や形態上の違いから、東アジアとくに中国北部に分布していた個体群を別亜種 B. p. sinensis とする場合もある[12][13]。
- B. p. mauritanicus または B. p. opisthonomus
英名 African Aurochs：北アフリカに分布。
- B. p. namadicus
英名 インドオーロックス（英語版）：インド亜大陸に分布。
- B. p. bubaloides
ピアノーザ島に生息していた小型種であり、島嶼矮小化（英語版）を経ていた[14][15]。
- B. p. siciliae
シチリア島に生息。こちらも矮小種であり、同島には同様に矮小化を辿ったステップバイソン（Bison priscus siciliae）も生息していた[16][17]。シチリア島に生息していたウシ科では最も分布が広く、形態的には大陸産との違いはほとんど存在しなかったが、大きさは後期更新世の（メッシーナ海峡を隔てた）イタリア半島の小型の個体群（成獣の平均体高が約130センチメートル）よりも若干ながら小型であった[15]。
- B. p. thrinacius
キティラ島に生息。他の地中海の矮小種と同様に矮小化を経て小型化している[14][18]。
- その他
マルタ島に生息していた小型の固有種で学名は未定[14]。

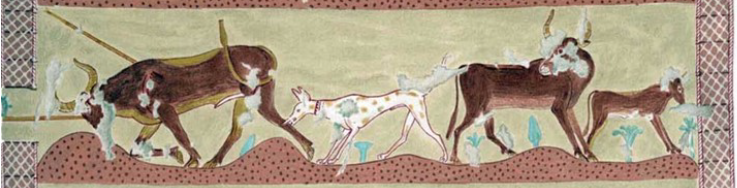
古代エジプトのテーベ（TT60（英語版））に描かれた B. p. mauretanicus。
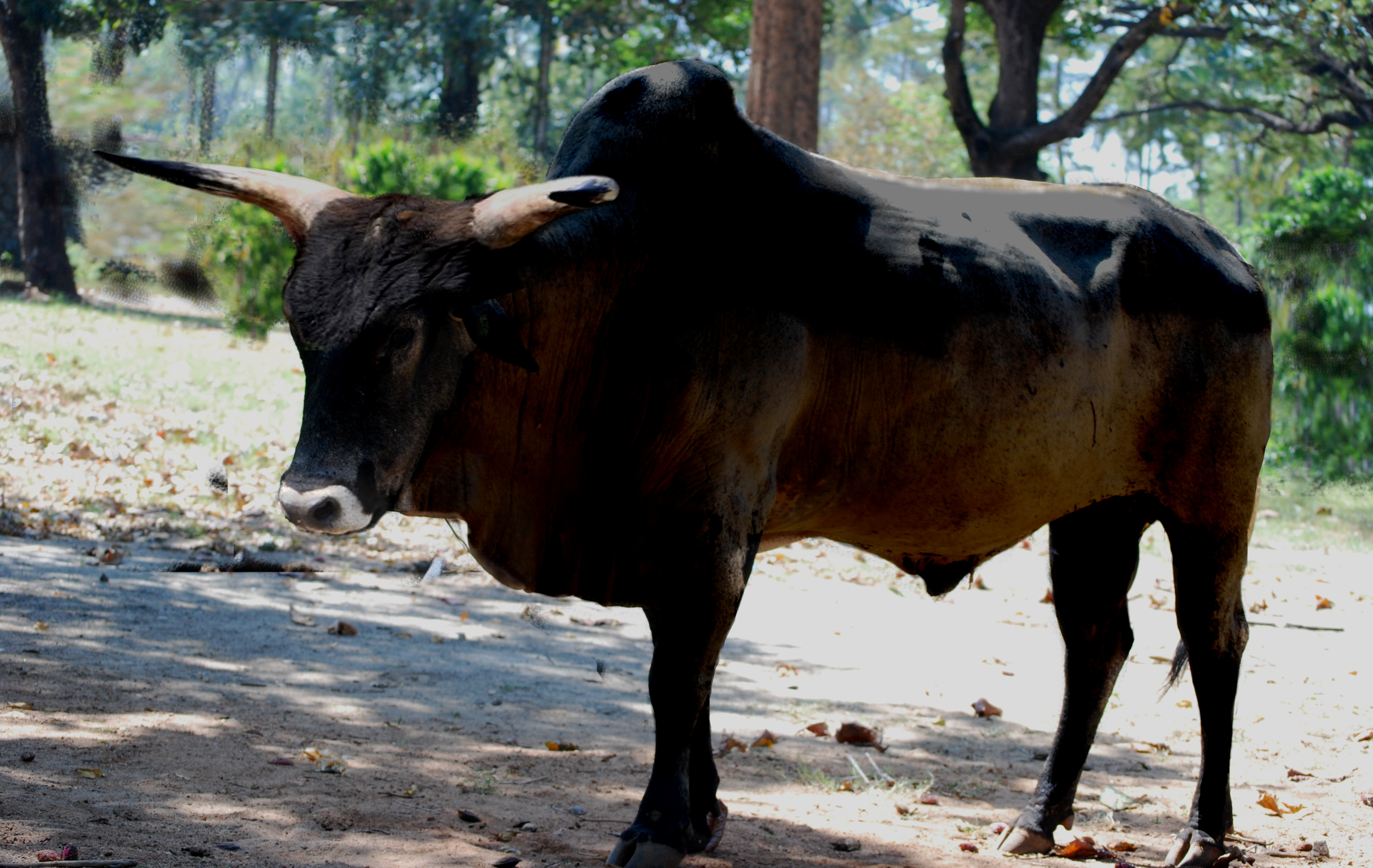
インドオーロックス（英語版）の復元予想図。
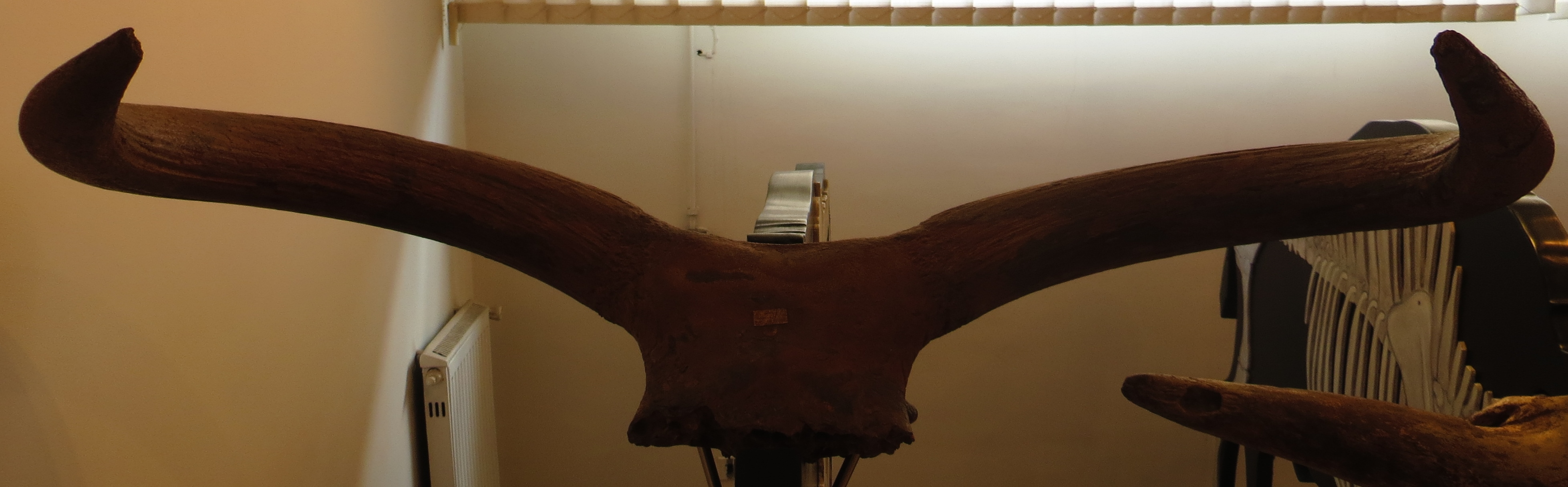
B. p. siciliae の頭骨。

### 異説
一時期はオーロックスとステップバイソンと子孫のバイソン属とくにヨーロッパバイソンおよびヤクを巡った、ヒッグス粒子 (Higgs boson) に因んで命名されたハイブリッド種の「ヒッグスバイソン（Higgs Bison）」が存在したという説も見られた。

## 形態

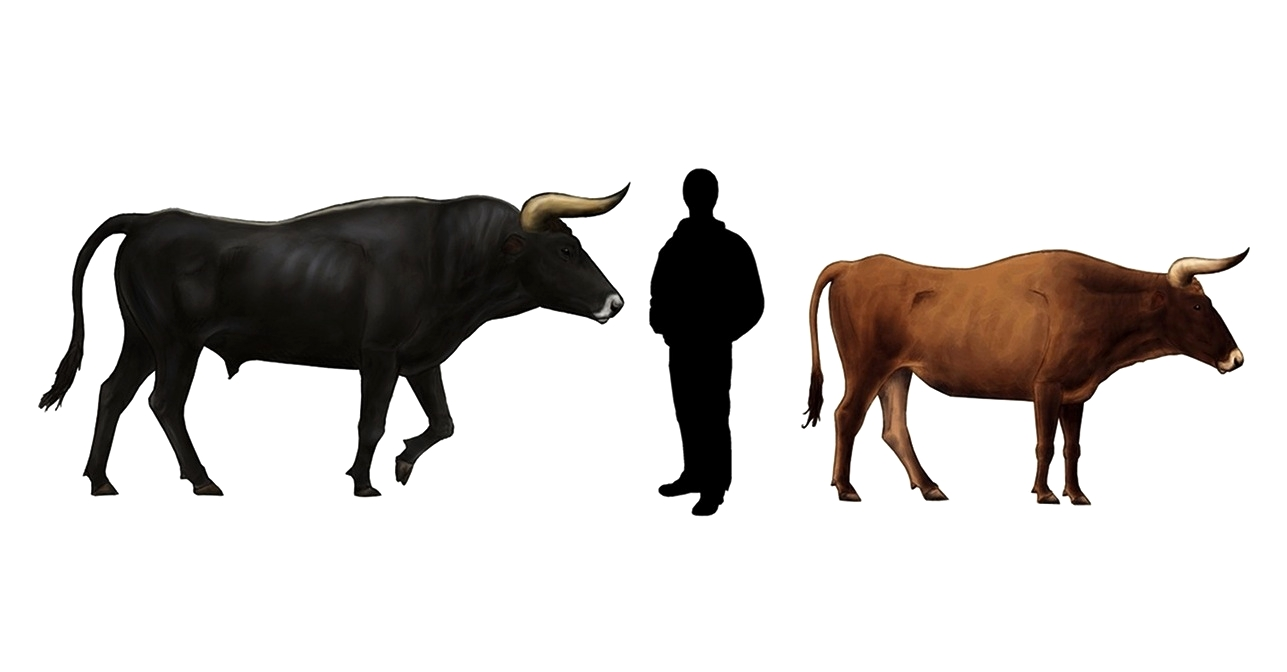
ヨーロッパ型のオスとメスの復元想像図。

オーロックスの体躯には性的二形が見られ、オスの方がメスよりも大きく、体色もオスが黒褐色または黒色で背部に細く淡い縞模様を持っており、メスは全体的に褐色または赤褐色で頭部と首と脚部により濃い色合いの毛色があった。インド亜大陸に生息していたインドオーロックスがコブウシに類似した外見を持っていたのかは不明であり、北アフリカに見られた B. p. mauretanicus はオスも褐色だった可能性がある。東アジアとくに中国を中心に分布していた亜種である B. p. sinensis も、ヨーロッパ型とは異なる外見的な特徴を有していたことが示唆されている。
オスとメスの両方の鼻先にリング状の模様があった可能性があり、顎先が白くなっていた個体もいたことが示唆されている。バイソン属程顕著ではないが棘突起を有しており、家畜のウシとの違いの一つとされる。また、ラスコー洞窟、ショーヴェ洞窟、アルタミラ洞窟などの著名な洞窟壁画での描写から察するとデューラップも短く、メスの乳房もかなり小さかったと思われる。アントン・シュネーベルガーがコンラート・ゲスナーに送った手紙にも書かれていた通り、生後間もない子牛はオス・メス共にメスの成獣と同様の赤褐色だが、オスは生後1年程で体色が黒くなり始めるとされる。バイソン属の様な髭は持っていなかったが、額には縮れた巻き毛があった。
頭蓋骨から螺旋状に湾曲した角は大きくて鋭利な先端を有しており、保存された角鞘や装飾品や壁画から判断すると、角の色は明瞭な黄色で先端が黒くなっていたとされる。角芯は最大120センチメートルに達しており、生きた個体の角はケラチンによって更に長く太かった。角のサイズには個体差があったものの、通常はオスの角の方がメスよりも大きく、湾曲の標準的な程度は基本的には同様であった。また、角の形状には亜種間でも多少の違いがあったと考えられている。
大きさにも個体差の他にも地域差や年代差が存在しており、たとえば更新世の個体の化石は完新世の標本よりも平均で10センチメートル程も大きく、北ヨーロッパから発見されてきた標本の方が南ヨーロッパよりも大型であり、デンマークやドイツの場合はオスの肩高が155-180センチメートルでメスの肩高が135-155センチメートルなのに対し、ハンガリーではオスは肩高160センチメートル程度だった。体重も700キログラム前後の個体も見られた一方で中期更新世には1.5トンに達する事例も存在する。北アフリカに生息していた B. p. namadicus も更新世の間はヨーロッパのオーロックスと近似した大きさを持っていたが、更新世になると小型化が見られ、さらに大きさも地域によって異なっていた可能性がある。また、上記の通り地中海の島々には島嶼矮小化が示唆される小型の亜種が数種類存在していた。
古生物を含む絶滅種の正確な大きさを断片的な化石や不正確な復元骨格などの限定された資料から特定することは困難であり、オーロックスの大きさに関しても研究史の中で過小値と過大値の両方が提唱されてきた。最大級の個体がどれ程の大きさだったのかは不明であるが、大型の個体の標本を基に計算すると（計算方法によっても誤差は生じるが）肩高が190-210センチメートルに達する個体が存在した可能性があるとされ、計算方法によっては最大肩高226センチメートルという推測値になり得る標本も存在する。

## 生態

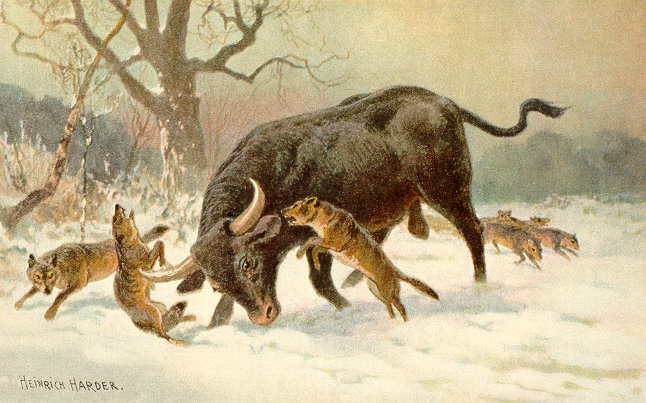
オオカミの群れと戦うオーロックスの想像図（ハインリヒ・ハルダー）。

家畜化された後もオーロックスの子孫（ウシ）は、歯列の形状が同様である、つまり餌の傾向も同じであり、社会性などの生態面も大きく変容せず、オーロックスと現生の家畜牛は生態と行動での近似性が非常に強かったと考えられている。オーロックスは草の他にも小枝やドングリなども餌にしていた。
行動面においては現代科学的な観察の下に記録されてはいないが、生存当時の資料には素早く敏捷であり、（闘牛と同様に）人間に挑発されると非常に怒りっぽく攻撃的になったとも記述されている。通常はおそらく雌と子供を含む30頭前後の群れを作り、成熟雄は他の野生ウシ亜科と同様に単独行動を行っていたと考えられている。

## 分布

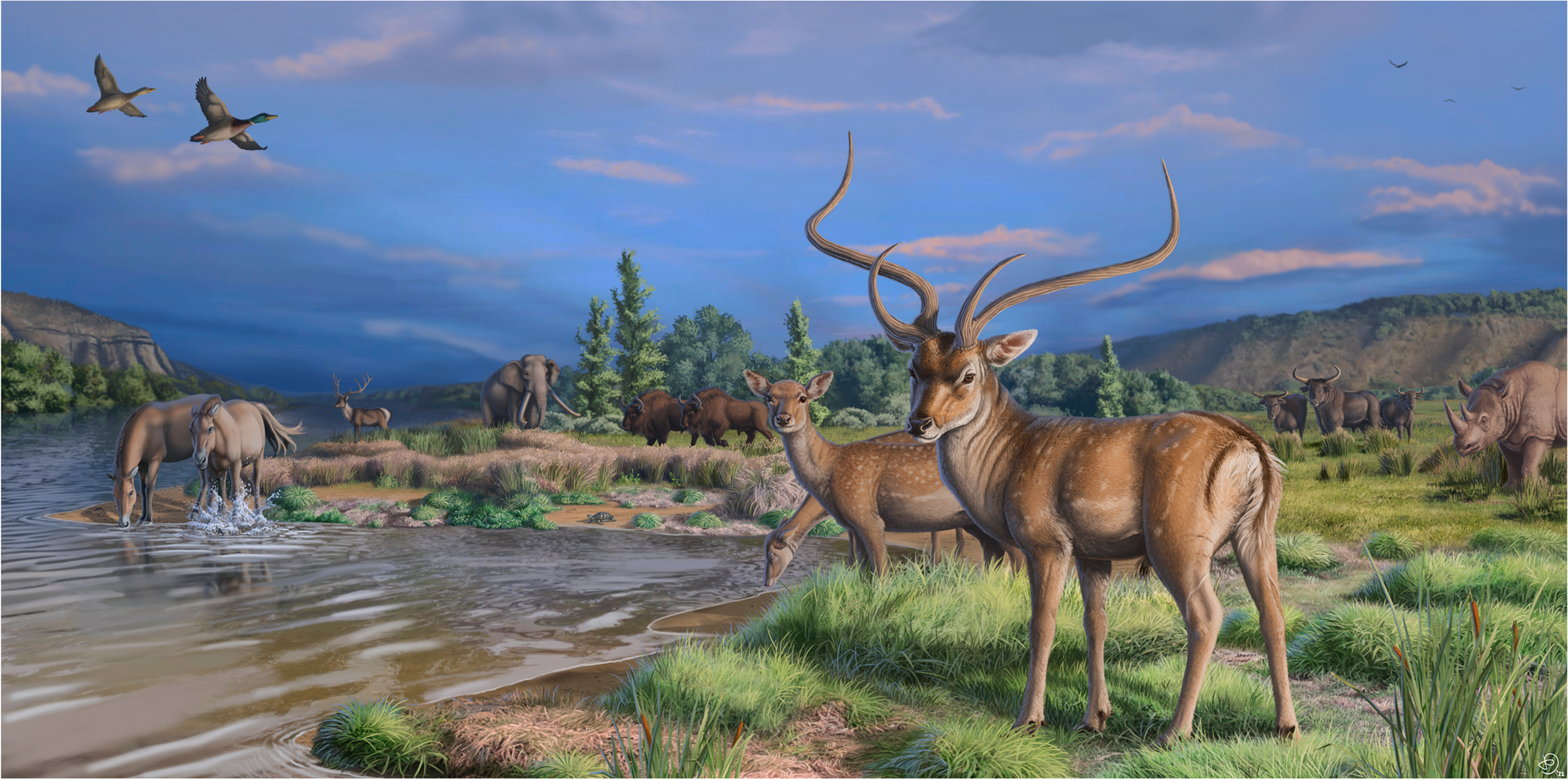
バイソンとオーロックスを含む中期更新世（チバニアン）のスペイン（マドリード北西部）の動物相の一例。

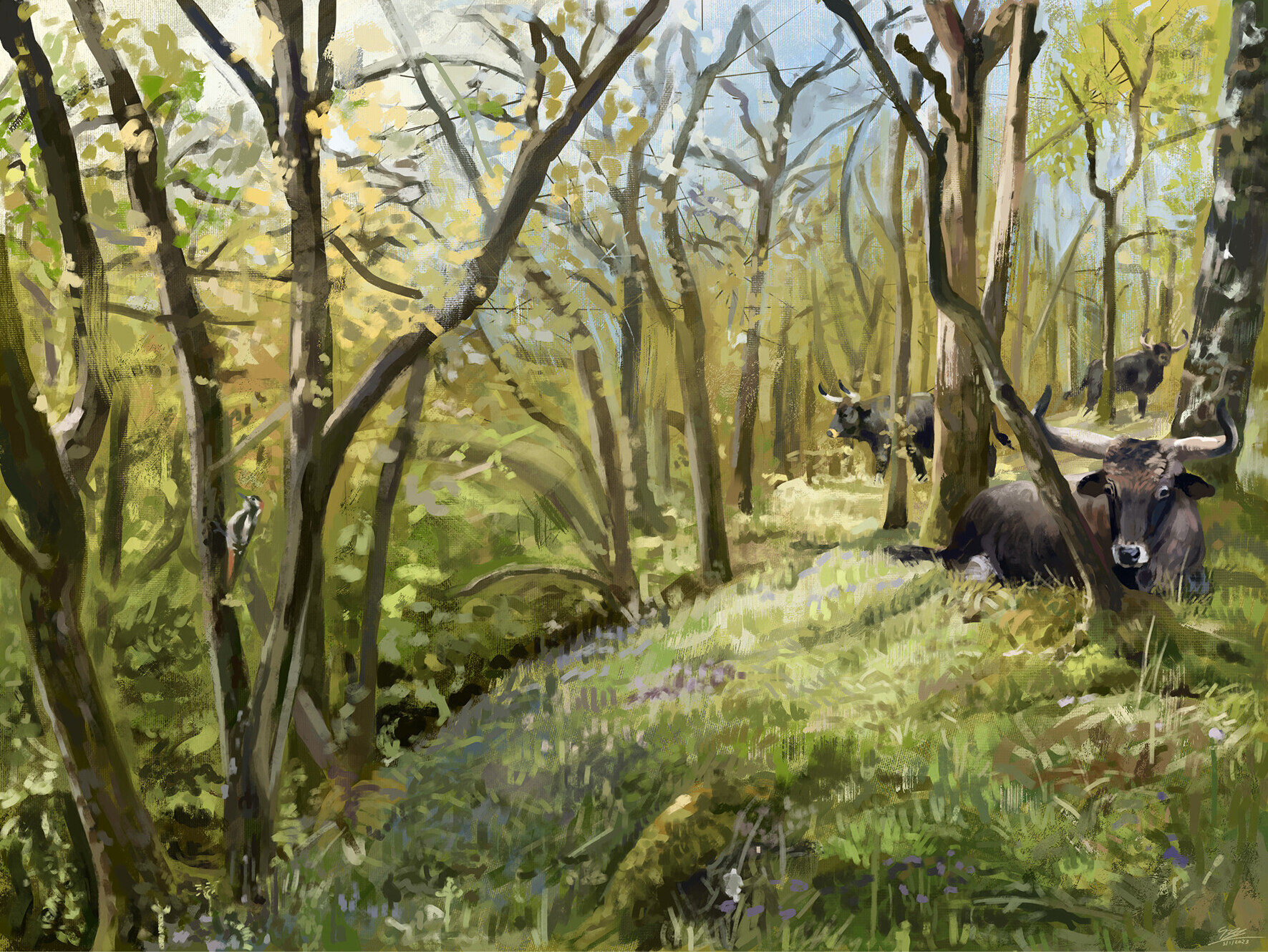
エーム間氷期（いわゆる最終間氷期）のヨーロッパにおけるオーロックスの生息環境の想像図。

ウシ属はおよそ200万年前にインド亜大陸周辺で進化したと考えられており、鮮新世の南アジアやヨーロッパで繁栄したレプトボス属に起源を持ち、バイソン属とオーロックスは共にアジアの南方（中国とインド）が発祥とされる。
レプトボスおよび初期のバイソン属の亜属と考えられている「Eobison」がウシ属およびバイソン属に進化した経緯として、前期更新世から中期更新世に移行する際の気候変動が存在する。これによって当時の気候の寒冷化および乾燥化が進行し、草食動物とくにメガファウナの生息環境となる植生の変化とくに森林地帯の減少が発生した。この状況下で両属は大型化および肢骨格の強化を遂げて、新たな環境に適応して分布を急速に拡大させた。
厳密な種としてのオーロックスの最古の記録は約70万年前のチュニジアで発見されている。第四紀初頭のうちに中東に分布を広げ、ヨーロッパに到達したのは約25万年前であるとされる。後期更新世末期（1万1000年前）にはスカンジナビア半島の南部を含むヨーロッパ、インド亜大陸、シベリア南部、中国北部、ナイル川デルタを含む北アフリカ、アラビア半島を除く近東、などの広い範囲に拡散しており、約1万5000年前のラスコー洞窟などの洞窟壁画にもオーロックスが描かれている。
日本列島では岩手県の花泉遺跡からハナイズミモリウシ（ステップバイソン）と共にオーロックスの化石が発見されている。ただし、上記の通りバイソン属とオーロックスは標本などの混同が発生しやすいという側面があり、2007年の花泉産脊椎動物化石のリストではオーロックスの記録は除外されている。氷河期にユーラシア大陸から日本列島への動物相の渡来経路の一つと見なされる朝鮮半島にはオーロックスやバイソン属やスイギュウが分布していたと判明しており、日本国内ではバイソン属やスイギュウの他にも家畜の牛を含む新生代のウシ属の出土は他にも存在しているものの、実際にオーロックス自体が後期更新世の日本列島に分布していたのかは判明していない。
あくまでも人類によって生息環境が破壊されて以降の歴史上の記録に基づいているが、主に温帯の森林地帯や部分的に開けた土地を好んで生息していたとされる。対照的にサバンナや砂漠や乾燥したステップとの相性は良くなかった可能性があり、これらの環境条件が本種の分布の北限と南限などに影響を与えた結果としてユーラシア大陸の中緯度地域に集中していたと思われる。多くの生息環境が家畜のウシやウマのための牧草地や農地として開発されたこともあり、絶滅の直前には深い森林地帯や湿地に追いやられていた。

## 人間との関係

### 絶滅
オーロックスの絶滅にも他の多くのメガファウナと同様に、拡散してきた現生人類が大きく影響を与えたとされる（第四紀の大量絶滅）。かつてはブリテン諸島からユーラシア大陸の広範囲や北アフリカでも見られたが、生息していた各地で開発（とくに家畜のウシとウマのための牧草地や農地の確保）による生息地の減少や食用や角や娯楽などの目的での乱獲や密猟、家畜化、家畜との競合、家畜からの伝染病などによってオーロックスは減少していき、個体数が激減しつつある中でこれらの悪影響による被害はさらに拡大し、最終的に消滅していった。角はトロフィーとしても人気であり、多数の角笛や飲用のカップなどが遺されている。
詳細なデータの不足により、ヨーロッパ以外でのオーロックスの絶滅時期を特定するのは困難であるが、北アフリカと近東での地域絶滅は歴史上の記録や骨の出土が欠落していることから紀元前1千年紀（古代エジプトの終焉と同時期）であったと推測される。なお、ヘロドトスは紀元前5世紀のリビアの野生牛を記録しているが、これらが実際にオーロックスだったのか野生化した家畜だったのかは定かではない。南アジアでは歴史時代の比較的早期に姿を消し、メソポタミアでも紀元前9世紀の時点では見られていて、アッシュル・ナツィルパル2世による狩猟の記録も残されているものの、ペルシア帝国が成立する時代にはすでに絶滅していたと見られる。東アジアでの情報は比較的に少ないが、新石器時代にはまだ多くのオーロックスが中国に生息していたとされる。
ブリテン諸島での絶滅は紀元前13世紀頃だったとされており、古代ローマ時代の資料から判断するとイタリア半島には少なくとも紀元前1世紀までは生息していた。オーロックスも他の野生動物と同様にコロッセオでの見世物として捕獲され、人間や他の動物との闘技に導入されていた。上記の通り、ユリウス・カエサルは『ガリア戦記』にて、紀元前53年のゲルマニアにいたオーロックスについて言及しており、ゲルマン人は落とし穴を使ってオーロックスを捕獲し、その角を飲用のカップとして使用していたとされる。オランダとデンマークでの絶滅は西暦1世紀と推測されている。
中世にはすでに現在のフランス・ドイツ・ポーランドなどの森林にしか見られなくなっていた。フランスでは西暦9世紀までは存在しておりカール大帝による捕獲の記録も残されている。ヨーロッパバイソンとの混同などの要素もあり、中央ドイツやロシアでの絶滅の時期は不明である。東プロイセンでは少なくとも1500年まで生存していた。モルダヴィアでは16世紀または17世紀に該当する角芯が発見されている。16世紀には各地にオーロックスの禁猟区ができたが、それは諸侯が単に自らの趣味・道楽として狩猟する分を確保するために設けたものでしかなかったため、獲物を獲り尽くすとともに閉鎖された。最後に残ったのはポーランドの首都ワルシャワ近郊のヤクトルフにあるポーランド王家所有の保護区であり、ポーランド国王によって雇われたハンターによって管理されていた。1564年には38頭の群れが発見され、冬季には給餌も行われた。一方でこの地でも農業との軋轢や密猟などは保護に悪影響を与えており、アントン・シュネーベルガーがコンラート・ゲスナーに送った手紙にはオーロックスの餌場で農民が牛や馬を放牧したことが繁殖力の低いオーロックスの繁殖を阻害したと記載しており、家畜牛との接触が見られた雄は射殺され、その肉は農民に与えられたこともあった。1599年の時点で残存個体数は24頭にまで減少しており、1620年には最後の雄が死亡し、最後の雌も1627年に死亡が確認され、オーロックスは絶滅した。スウェーデン王立武器庫の収蔵品に、最後の雄の角で作ったという酒盃が所蔵されている。

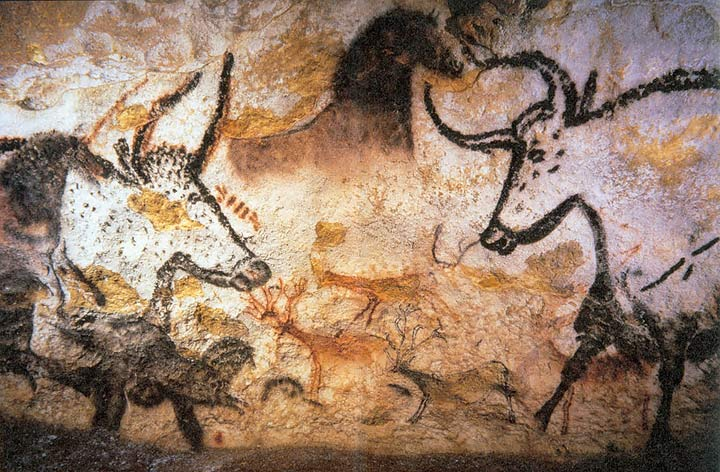
ラスコー洞窟（フランス南部）の壁画に描かれたオーロックス。
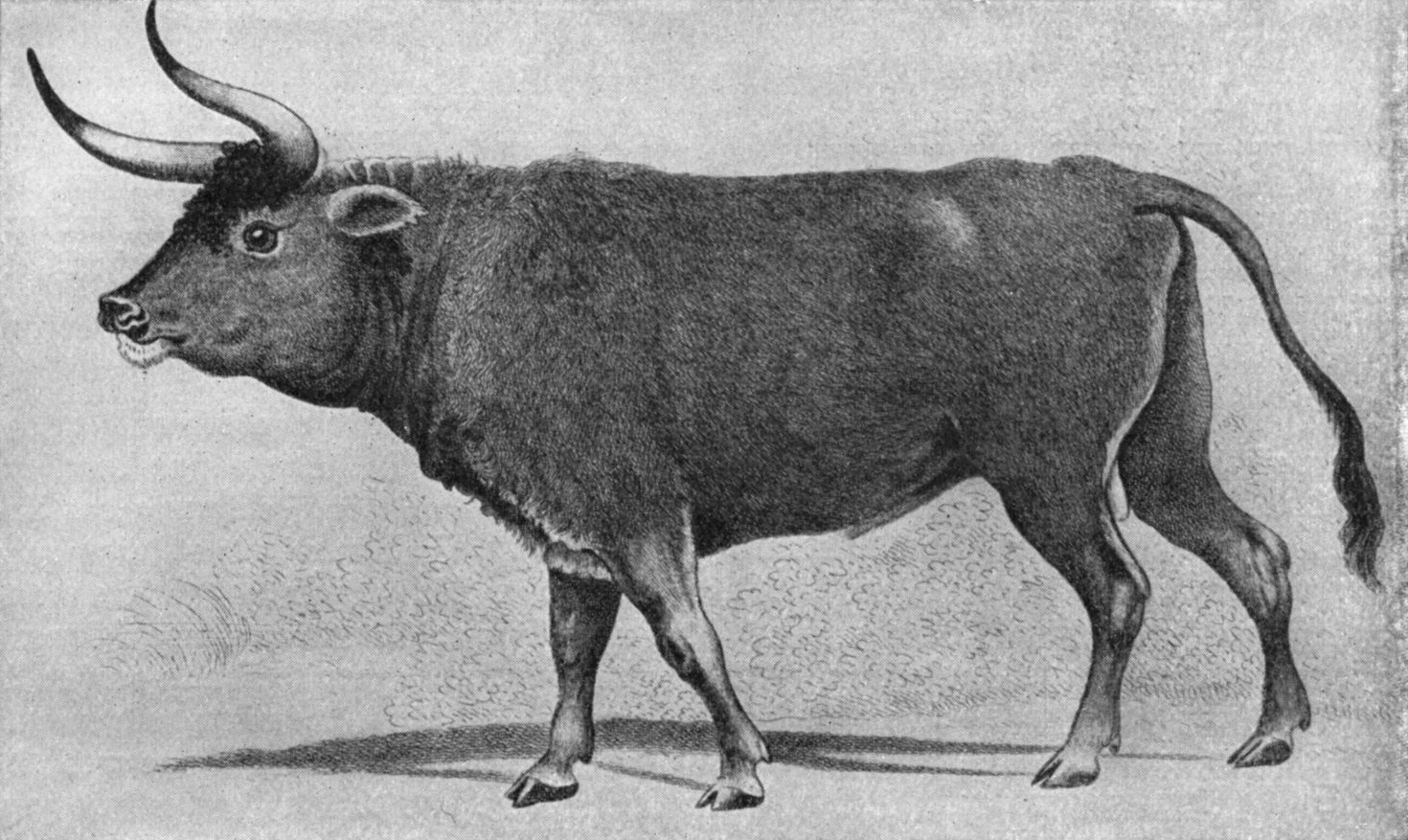
チャールズ・ハミルトン・スミス（英語版）によるおそらく16世紀の挿絵。
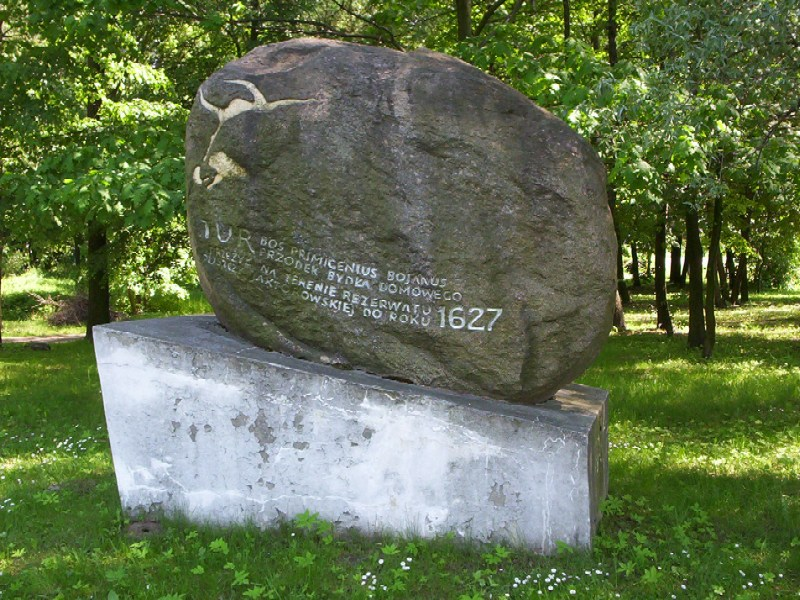
ポーランド・ヤクトルフ（英語版）に残る最後の1頭となったオーロックスの碑。
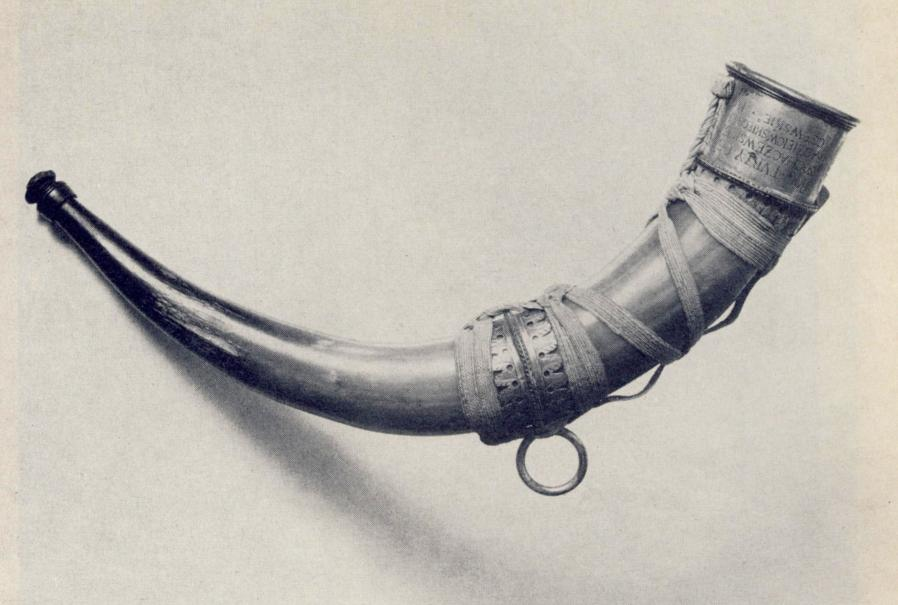
スウェーデン王立武器庫（英語版）に収蔵されている最後の雄の角[3]。

### 復元の試み

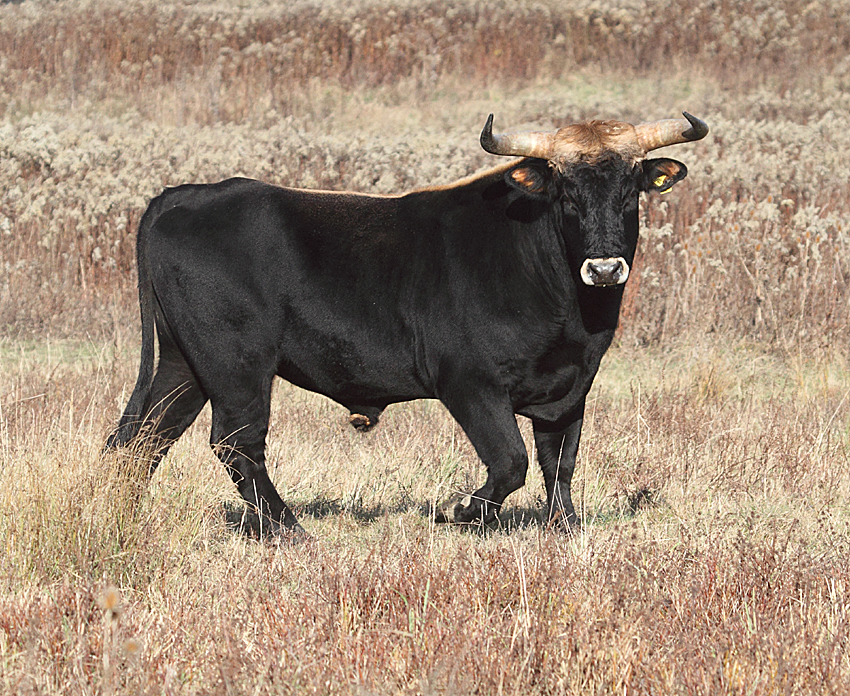
タウルスプロジェクトで作られた「タウルスキャトル（タウルス牛）」の成熟雄。タウロスプログラム（タウロスプロジェクト）由来の「タウロスキャトル（タウロス牛）」とは別の品種である。

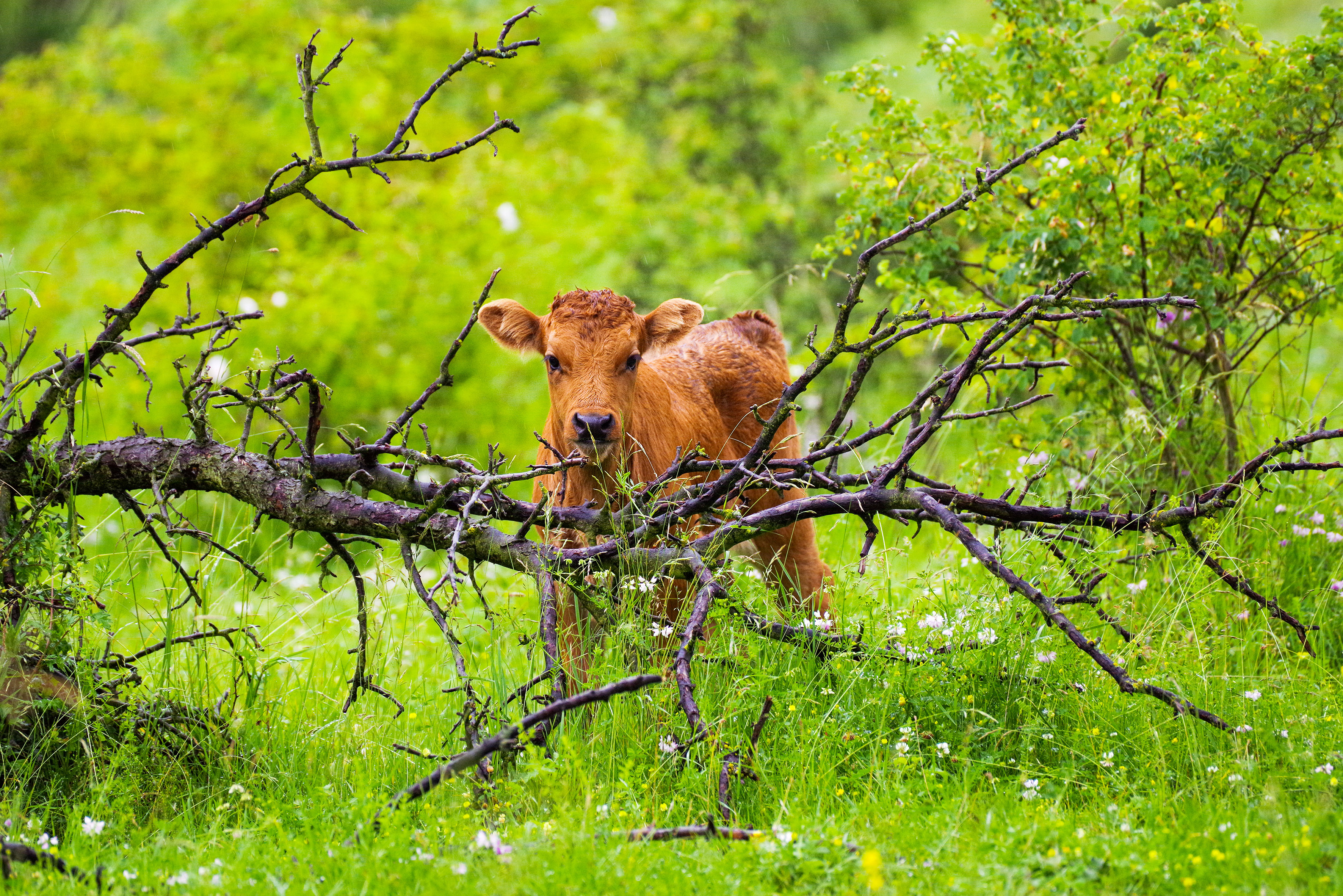
タウロスプログラム（タウロスプロジェクト）によってチェコにあった軍事実験場の跡地を再利用した「ミロヴィツェ自然保護区」に導入されたタウロスキャトル（タウロス牛）。

1920年代よりドイツ人の兄弟ルッツ・ヘック（1892年-1983年）とハインツ・ヘック（1894年-1982年）がベルリンおよびミュンヘンの動物園において、現存するウシの中からオーロックスに近い特徴をもつものを人為的に交雑（人為選択）させることによってオーロックスの姿を甦らせて脱絶滅を図ろうと試みた。作出は1932年に成功し、その個体の子孫は現在もドイツの動物園で飼育・展示されている。この品種は作出に携わった当時の動物園長であり動物学者のルッツ・ヘックの姓を採って「ヘックキャトル（ヘック牛）」とも呼ばれており、体色や角の形状はオーロックスに幾分か近いものの、大きさはかなり小型で体型も家畜種に似てずんぐりとしている。なお、ヘック兄弟は絶滅した野生馬であるターパンの脱絶滅にも挑戦しており、再現品種である「ヘックホース（ヘック馬）」もヘックキャトル（ヘック牛）と同様の理由で命名されている。
近年ではオランダなどヨーロッパで複数の復元プロジェクトが進行しており、遺伝情報や近似種の交配によって復元する研究が進んでいる。品種としてもヘックキャトル（ヘック牛）の改良種も誕生しており、タウロスプログラム（タウロスプロジェクト）由来の「タウロスキャトル（タウロス牛）」と並んでとくに注目度が高いタウルスプロジェクト由来の「タウルスキャトル（タウルス牛）」はヘックキャトル（ヘック牛）と南ヨーロッパの原始的な品種を掛け合わせて作り出された。タウルスキャトルは肩高170センチメートルに達し、鼻面と脚部が長く、角が前方を向いているなど形態面でヘックキャトル（ヘック牛）よりも大幅に改善されている。他の著名なプロジェクトの例としてはウルズプロジェクトなどがある。
また、これらの品種（再現育種）を野生下または半野生下に導入して再野生化させようとする動きも見られ、タウロスキャトル（タウロス牛）とタウルスキャトル（タウルス牛）とヘックキャトル（ヘック牛）の一部はヨーロッパバイソンやヘックホース（ヘック馬）といったターパンの代用のウマなどと共に各地での再野生化プロジェクトや環境保全のための放牧に用いられており、ユーラシア大陸側のヨーロッパの各地で導入が行われている他にもブリテン諸島でのプロジェクトも進行中である。

### その他
角を持つ大型の草食動物に関する痕跡や見聞が、伝説上の生物とくにユニコーンの伝承と混同されてきた事例は往々にしてあり、オーロックス、ジャワサイ、エラスモテリウムなどが「ユニコーン」の正体と考えられてきたこともあった。

### 注
1. ↑  「bonasus」はヨーロッパバイソンの学名の種小名として用いられている。
2. ↑  写真の個体の配合内訳はサヤゲサ（英語版）50%、ヘックキャトル（英語版）25%、キアニーナ牛25%。